# Billy Barratt
Billy Barratt (ur. 16 czerwca 2007 w Londynie) – brytyjski aktor.
W wieku 13 lat stał się najmłodszą osobą, która zdobyła Międzynarodową Nagrodę Emmy.

## Kariera
Billy Barratt urodził się w Brixton w Londynie, 16 czerwca 2007 roku jako Billy Ace Barratt. Jest wnukiem Shakin' Stevensa. Jego matka to aktorka i prezenterka Carolyn Owlett.
Barratt zaczął występować w rolach telewizyjnych. Zadebiutował w filmie To Dream, wydanym w 2016 roku. W filmie fabularnym zadebiutował w filmie Mary Poppins powraca z 2018 roku, zagrał ulicznego urwisa. W 2019 roku zagrał Raya w Odpowiedzialność.
23 listopada 2020 r. Barratt zdobył międzynarodową nagrodę Emmy dla najlepszego aktora za rolę w filmie Odpowiedzialność, stając się najmłodszą osobą, która to zrobiła.

## Filmografia
| Rok  | Tytuł                              | Rola              |
| ---- | ---------------------------------- | ----------------- |
| 2016 | To Dream                           | Luke              |
| 2016 | Mr Selfridge                       | Ralph Selfridge   |
| 2017 | Rekinado 5: Efekt płetwiarniany    | Gil               |
| 2017 | Biała księżniczka                  | Król Artur        |
| 2018 | Mary Poppins powraca               | uliczny urwis     |
| 2018 | Alienista                          | Ted Roosevelt Jr. |
| 2019 | Odpowiedzialność                   | Ray               |
| 2019 | Opowieść wigilijna                 | młody Scrooge     |
| 2019 | Blinded By The Light - Siła Muzyki | Matt              |
| 2021 | Inwazja                            | Caspar Morrow     |